# Children of the Corn (2020)
Children of the Corn is een Amerikaanse horrorfilm uit 2020, geschreven en geregisseerd door Kurt Wimmer. De film is de derde bewerking van Stephen Kings korte verhaal Children of the Corn uit 1977 en het elfde deel uit de filmreeks Children of the Corn.

## Verhaal
Een psychopathisch twaalfjarig meisje in een klein stadje in Nebraska rekruteert alle andere kinderen en gaat bloedig tekeer, waarbij ze de corrupte volwassenen en iedereen die haar tegenwerkt vermoordt. Een slimme scholier die niet akkoord gaat met het plan, is de enige hoop op overleving van de stad.

## Rolverdeling
| Acteur          | Personage         |
| --------------- | ----------------- |
| Elena Kampouris | Boleyn Williams   |
| Kate Moyer      | Eden Edwards      |
| Callan Mulvey   | Robert Williams   |
| Bruce Spence    | Pastoor Penny     |
| Stephen Hunter  | Calvin Colvington |
| Erika Heynatz   | June Willis       |

## Release
De film ging in première op 23 oktober 2020 in Sarasota en werd op 3 maart 2023 uitgebracht in de Verenigde Staten door RLJE Films. Het is de eerste film gebaseerd op het verhaal van King die in de bioscoop wordt uitgebracht sinds Children of the Corn II: The Final Sacrifice uit 1992.

## Ontvangst
Op Rotten Tomatoes heeft Children of the Corn een waarde van 11% en een gemiddelde score van 3,10/10, gebaseerd op 53 recensies. Op Metacritic heeft de film een gemiddelde score van 22/100, gebaseerd op 11 recensies.